# Uwe Tschiskale
Uwe Tschiskale (9 luglio 1962) è un ex calciatore tedesco, di ruolo attaccante.

## Carriera

### Club
Lanciato tra i professionisti nel 1985, a circa 23 anni, Tschiskale si trasferisce al Wattenscheid, in seconda divisione tedesca. Sempre titolare, va in gol all'esordio, il 3 agosto 1985 contro la Fortuna Colonia, sfida persa 2-6. Al termine della sua prima stagione da professionista ha segnato 22 gol in 36 incontri, 4 doppiette e una tripletta rifilata all'Alemannia Aquisgrana (5-0) il 15 aprile 1986. È secondo tra i capocannonieri dietro Leo Bunk (26 reti). Nella stagione successiva sigla 16 marcature giocando tutta l'annata da titolare, facendosi nuovamente spazio nella classifica marcatori e firmando quattro doppiette. È notato e acquistato dal Bayern Monaco, che lo fa esordire in Coppa Campioni contro il CSKA Sofia (0-1), match giocato il 30 settembre 1987 durante il quale l'attaccante gioca tutti i 90' senza andare a segno. Debutta anche in Bundesliga, il 3 ottobre seguente contro l'Hannover 96 (4-1), giocando gli ultimi 10' al posto di Roland Wohlfarth. Non gioca più alcun incontro con il Bayern Monaco: nel gennaio 1988 si accorda con lo Schalke 04. Schierato titolare per la parte finale della stagione, realizza la sua prima rete in Renania il 20 febbraio seguente contro il Karlsruhe (2-0). Gioca in tutto 16 match di campionato, andando a rete in 4 occasioni. La squadra del Blu reale non gli rinnova il contratto e l'attaccante torna al Wattenscheid, in seconda serie. Il 23 luglio 1988 mette a segno una doppietta all'esordio contro il Darmstadt (2-1), siglando altre tre doppiette e una tripletta contro l'Osnabrück (5-0). I 16 gol realizzati gli valgono il terzo posto tra i marcatori. Si migliora l'anno dopo, mettendo la sfera dentro la rete in 19 occasioni (tra cui un tris al Friburgo nel 4-4 finale) e contribuendo alla promozione del Wattescheid in Bundesliga: è secondo nella classifica marcatori, dietro il compagno di squadra Maurice Banach. Torna a giocare in Bundesliga per altre tre stagioni piene, totalizzando 21 gol con il Wattenscheid in questa categoria, tre dei quali realizzati contro il suo ex Schalke 04 - uno il 7 novembre 1991, 1-2 per gli avversari e due gol il 15 agosto 1992, nel successo del suo club sullo Schalke per 3-4. Nell'ottobre 1993, ormai non più in grado di reggere i ritmi della massima divisione nazionale, a 31 anni torna al Preussen Munster, ritirandosi dal calcio giocato nel 1995. Totalizza 99 gol in 260 presenze tra i professionisti, la maggior parte nella seconda divisione tedesca, mantenendo una media di 0,38 gol a partita.